# Каді (футболіст)
Каді Юрі Боргеш Маліновський (порт.-браз. Kady Iuri Borges Malinowski / пол. Kady Iuri Borges Malinowski; нар. 2 травня 1996, Куритиба, Бразилія) — бразильський та польський футболіст, півзахисник та атакувальний півзахисник «Карабах».

## Клубна кар'єра
Вихованець «Корітіби». 24 лютого 2017 року у поєдинку Кубку Бразилії проти АСА Боржис дебютував за основний склад. У тому ж році Каді перебував в оренді в клубах «Лондрина» та «Фож ду Ігуасу». У 2018 році Боргеш повернувся до «Корітіби». 18 лютого у поєдинку проти своєї колишньої команди «Фож ду Егуашу» Каді відзначився першим голом за основний склад. 18 квітня у матчі проти «Атлетіку Гоянієнсі» дебютував у бразильській Серії B.
Влітку 2019 року перейшов до португальського «Ештуріла». 11 серпня у матчі проти дублерів «Бенфіки» дебютував у Сегунді лізі. 1 вересня у поєдинку проти «Варзіму» Боржіс відзначився своїм першим голом за «Ешторіл-Прая».
На початку 2020 року перейшов у «Вілафранкенсі». 26 січня у матчі проти «Фейренсі» дебютував за нову команду. 13 вересня у поєдинку проти дублерів «Бенфіки» відзначився своїм першим голом за «Вілафранкенсе».

### «Карабах»
11 червня 2021 року «Карабах» оголосив про підписання дворічного контракту з Каді, з можливістю продовження ще на один рік. У футболці нового клубу дебютував 26 червня в товариському матчі проти «Кешлі», в якому відзначився першим голом за «Карабах». На офіційному рівні дебютував за «Карабах» 22 липня в матчі кваліфікації Ліги конференцій проти ізраїльського «Ашдода». Своїм першим голом за «Карабах» відзначився на 87-й хвилині наступного матчу кваліфікації Ліги конференцій проти кіпрського АЕЛ (Лімасол).
15 серпня в матчі проти «Зіри» офіційно дебютував у Прем'єр-лізі Азербайджану. Своїм першим голом у Прем'єр-лізі відзначився 25 жовтня у виїзному матчі проти «Себаїла». Дебютний матч на груповому етапі єврокубків провів 16 вересня, вдома проти «Базеля». Перший гол Каді у виїзному матчі проти кіпрської «Омонії» обраний найкращим голом тижня другого туру групового етапу Ліги Європи. Цей гол також був номінований на звання найкращого забитого голу групового етапу Ліги конференцій сезону 2021/22. Також відзначився голом у ворота французького «Олімпіка» (Марсель) у раунді плей-оф Ліги чемпіонів Європи.
У своєму дебютному сезоні допоміг «Карабаху» виграти азербайджанську Прем'єр-лігу та Кубок Азербайджану, а також став найкращим бомбардиром Прем'єр-ліги з 12-ма голами. 2 серпня 2022 року підписав новий п'ятирічний контракт з «Карабахом».

### «Краснодар»
4 січня 2023 року «Карабах» і «Краснодар» домовилися про перехід Каді в російський клуб. Сума трансферу становила 2 млн євро.

## Особисте життя
Каді народився в Бразилії, але має польське походження через діда по батьківській лінії. Він почав процес натуралізації для отримання польського громадянства в листопаді 2022 року з метою представляти збірну Польщі.

## Статистика виступів

### Клубна
Станом на 24 грудня 2022
| Клуб              | Сезон             | Ліга                      | Ліга  | Ліга | Нац. кубок | Нац. кубок | Кубок ліги | Кубок ліги | Континентальні | Континентальні | Інші  | Інші | Загалом | Загалом |
| Клуб              | Сезон             | Дивізіон                  | Матчі | Голи | Матчі      | Голи       | Матчі      | Голи       | Матчі          | Голи           | Матчі | Голи | Матчі   | Голи    |
| ----------------- | ----------------- | ------------------------- | ----- | ---- | ---------- | ---------- | ---------- | ---------- | -------------- | -------------- | ----- | ---- | ------- | ------- |
| «Ештуріл»         | 2019–20           | Ліга Про                  | 6     | 1    | 0          | 0          | 0          | 0          | —              | —              | —     | —    | 6       | 1       |
| «Вілафранкенсі»   | 2019–20           | Ліга Про                  | 4     | 0    | 0          | 0          | 0          | 0          | —              | —              | —     | —    | 4       | 0       |
| «Вілафранкенсі»   | 2020–21           | Ліга Про                  | 27    | 5    | 2          | 0          | 0          | 0          | —              | —              | —     | —    | 29      | 5       |
| «Вілафранкенсі»   | Загалом           | Загалом                   | 31    | 5    | 2          | 0          | 0          | 0          | -              | -              | -     | -    | 33      | 5       |
| «Карабах»         | 2021–22           | Прем'єр-ліга Азербайджану | 25    | 12   | 5          | 3          | —          | —          | 14             | 5              | —     | —    | 44      | 20      |
| «Карабах»         | 2022–23           | Прем'єр-ліга Азербайджану | 16    | 4    | 2          | 0          | —          | —          | 13             | 4              | —     | —    | 31      | 8       |
| «Карабах»         | Загалом           | Загалом                   | 41    | 16   | 7          | 3          | -          | -          | 27             | 9              | -     | -    | 75      | 28      |
| Усього за кар'єру | Усього за кар'єру | Усього за кар'єру         | 78    | 22   | 9          | 3          | 0          | 0          | 27             | 9              | -     | -    | 114     | 34      |

1. ↑  Включаючи виступи в Кубку Португалії та Кубок Азербайджану
2. ↑  Включаючи виступи в Кубок ліги
3. ↑  Матчі та голи в Лізі конференцій УЄФА
4. ↑  7 матчів та 1 гол у Лізі чемпіонів УЄФА, 6 матчів у Лізі Європи УЄФА

## Досягнення
«Карабах»
- Прем'єр-ліга Азербайджану
  -  Чемпіон (2): 2021/22, 2024/25

- Кубок Азербайджану
  -  Володар (1): 2021/22

Індивідуальні
- Найкращий бомбардир Прем'єр-ліги Азербайджану (1): 2021/22